# ロレーナ
『ロレーナ』（原題：No soy Lorena）は、2014年のチリ・アルゼンチンのスリラー映画。

## あらすじ
母が認知症を発症してしまい、辛い思いをしていた舞台女優のオリビアのところにある日、債権回収業者からロレーナという女性と間違えられ、電話が掛かってくる。その後もオリビアの元に何度か借金の返済を求める間違え電話が掛かってきてしまう。

## スタッフ
- 監督：イシドラ・マラス
- 脚本：イシドラ・マラス、カタリナ・カルカーニ
- 製作：ジョセフィーナ・ウンドラーガ、グレゴリオ・ゴンサレス
- 音楽：クリスチャン・バッソ
- 撮影：エドゥアルド・バンスター
- 編集：カタリナ・マリン

## キャスト
- オリビア：ロレト・アラベナ
- エレオノーラ：パウリーナ・ガルシア
- パトリシア：ガブリエラ・アギレラ
- マウロ：ラウタロ・デルガド
- アロンソ：マティアス・オビエド
- ロレーナ：エリサ・スルエタ